# Kevin Magee

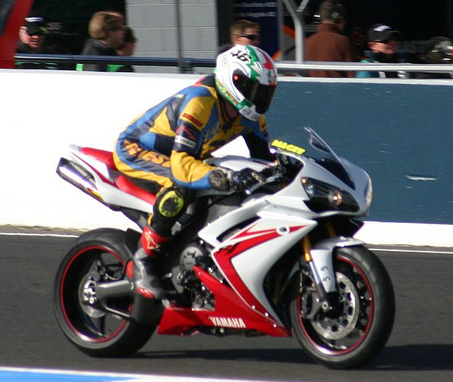
Kevin Magee in oktober 2007.

Kevin Magee (Horsham, 16 juli 1962) is een Australisch voormalig motorcoureur.

## Carrière
Magee begon zijn motorsportcarrière in het Australisch kampioenschap superbike en in de superbike-klasse van het All Japan Road Race Championship. In 1986 werd hij tevens samen met Michael Dowson tweede in de 8 uur van Suzuka op een Ducati. Hij zou dat jaar ook uitkomen in het wereldkampioenschap wegrace, maar zijn debuut werd uitgesteld nadat hij in een race op het Mount Panorama Circuit een been brak bij een ongeluk. Aan het eind van het jaar kwam hij uit in de Swann-Series, waarin hij op een fabrieksmotor van Yamaha mocht rijden en twee van de zes races won.
In 1987 maakte Magee alsnog zijn debuut in de 500 cc-klasse van het WK wegrace op een Yamaha bij het team van Kenny Roberts senior. Hij reed drie races als wildcardcoureur. In de TT van Assen, zijn tweede race, behaalde hij zijn eerste WK-punt, voordat hij in zijn derde race in Portugal zijn eerste podiumfinish behaalde. Daarnaast won hij dat jaar samen met Martin Wimmer de 8 uur van Suzuka en won hij ook een race op het Sportsland SUGO van de Formule TT. Hiermee werd hij de eerste coureur die in hetzelfde jaar in drie verschillende wereldkampioenschappen een podiumplaats behaalde.
In 1988 reed Magee zijn eerste volledige seizoen in het WK 500 cc. Hij werd hiermee de vervanger van Randy Mamola en de teamgenoot van Wayne Rainey. Hij behaalde zijn eerste Grand Prix-overwinning in Spanje en stond inde daaropvolgende race in Portugal ook op het podium. Met 138 punten werd hij vijfde in het kampioenschap. Ook won hij opnieuw de 8 uur van Suzuka, ditmaal samen met Rainey.

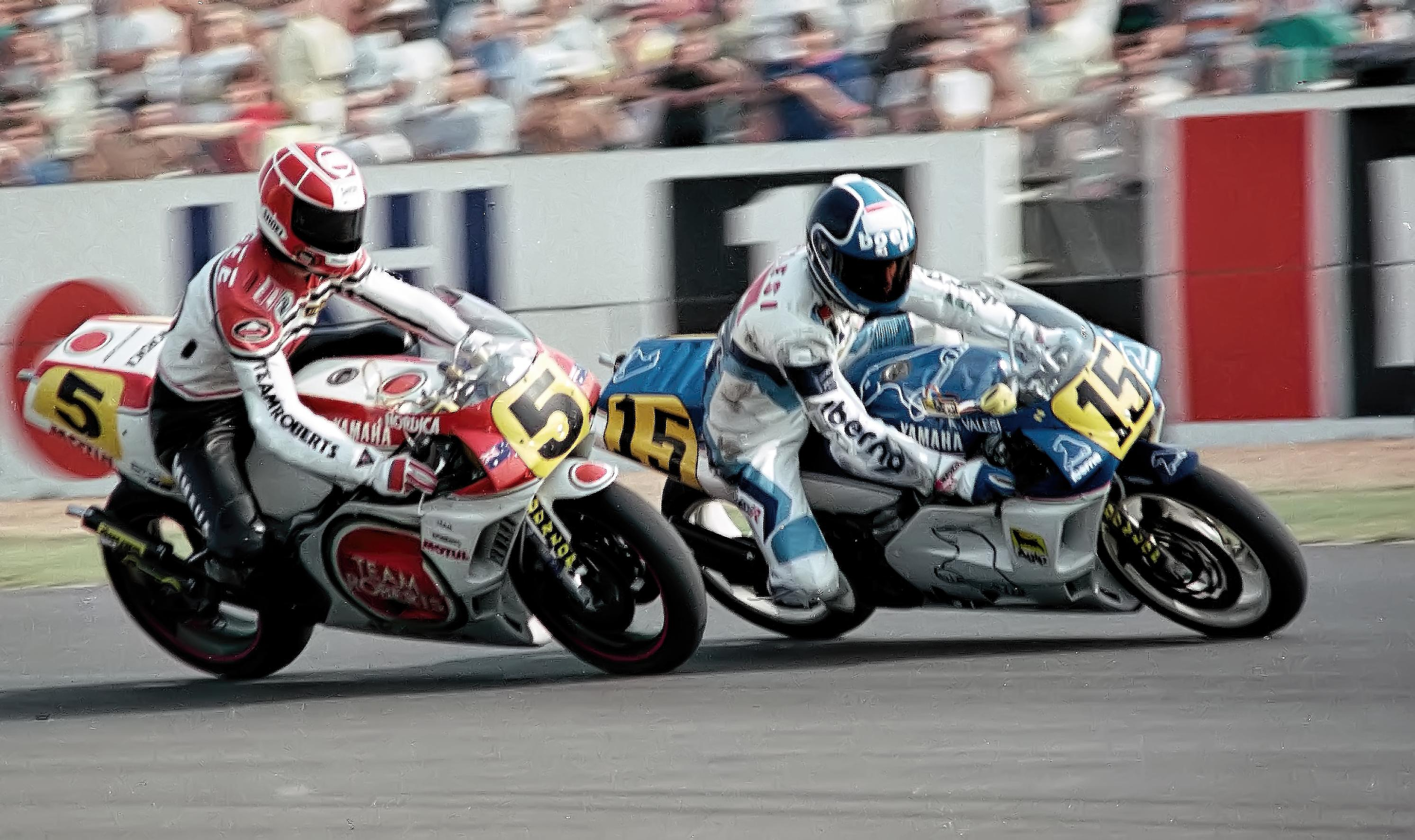
Kevin Magee (links) en Alessandro Valesi in de Grand Prix van Groot-Brittannië 1989.

In 1989 raakte Magee na afloop van de derde race in de Verenigde Staten geblesseerd. In de uitloopronde kwam hij in aanraking met Bubba Shobert, die achterop de motorfiets van Magee reed. Shobert was bezig met het feliciteren van racewinnaar Eddie Lawson en zag hierbij Magee over het hoofd, die op dat moment een burn-out deed. Shobert moest door de blessures die hij hierbij opliep zijn carrière beëindigen, terwijl Magee twee races moest missen. In de rest van het seizoen kwam hij niet op het podium terecht en waren vier vierde plaatsen zijn beste resultaten. Met 138,5 punten werd hij opnieuw vijfde in het kampioenschap.
In 1990 stond Magee aan de start van zijn derde 500 cc-seizoen, waarin zijn team was overgestapt op een Suzuki. In de tweede race in de Verenigde Staten verloor hij de controle over zijn motorfiets terwijl hij meer dan 250 km/h reed. Hierdoor kwam hij ten val en liep hij zware blessures op. Hij lag tien dagen in coma en zou de rest van het seizoen niet meer in actie komen.
In 1991 keerde Magee terug in de motorsport, maar reed hij enkel drie wildcardraces in de 500 cc; in Japan en Australië voor Suzuki en in Maleisië voor Yamaha. Dat jaar debuteerde hij ook in het wereldkampioenschap superbike voor Yamaha tijdens de races op Sugo en Phillip Island. Op Sugo behaalde hij een podiumfinish, terwijl hij in Phillip Island een overwinning en een tweede plaats behaalde. In 1992 reed hij in dezelfde races; in Sugo werd hij tweemaal tweede en in Phillip Island werd hij eerste en tweede. In 1993 reed hij een wildcardrace in het WK 500 cc in Japan voor Yamaha, waarin hij negende werd. In 1994 kwam hij uit voor Honda in het Amerikaans kampioenschap superbike, voordat hij aan het eind van dat jaar bekend maakte te stoppen als motorcoureur. Hierna werd hij motorsportcommentator bij de Australische televisiezender Fox Sports.